# Парюра

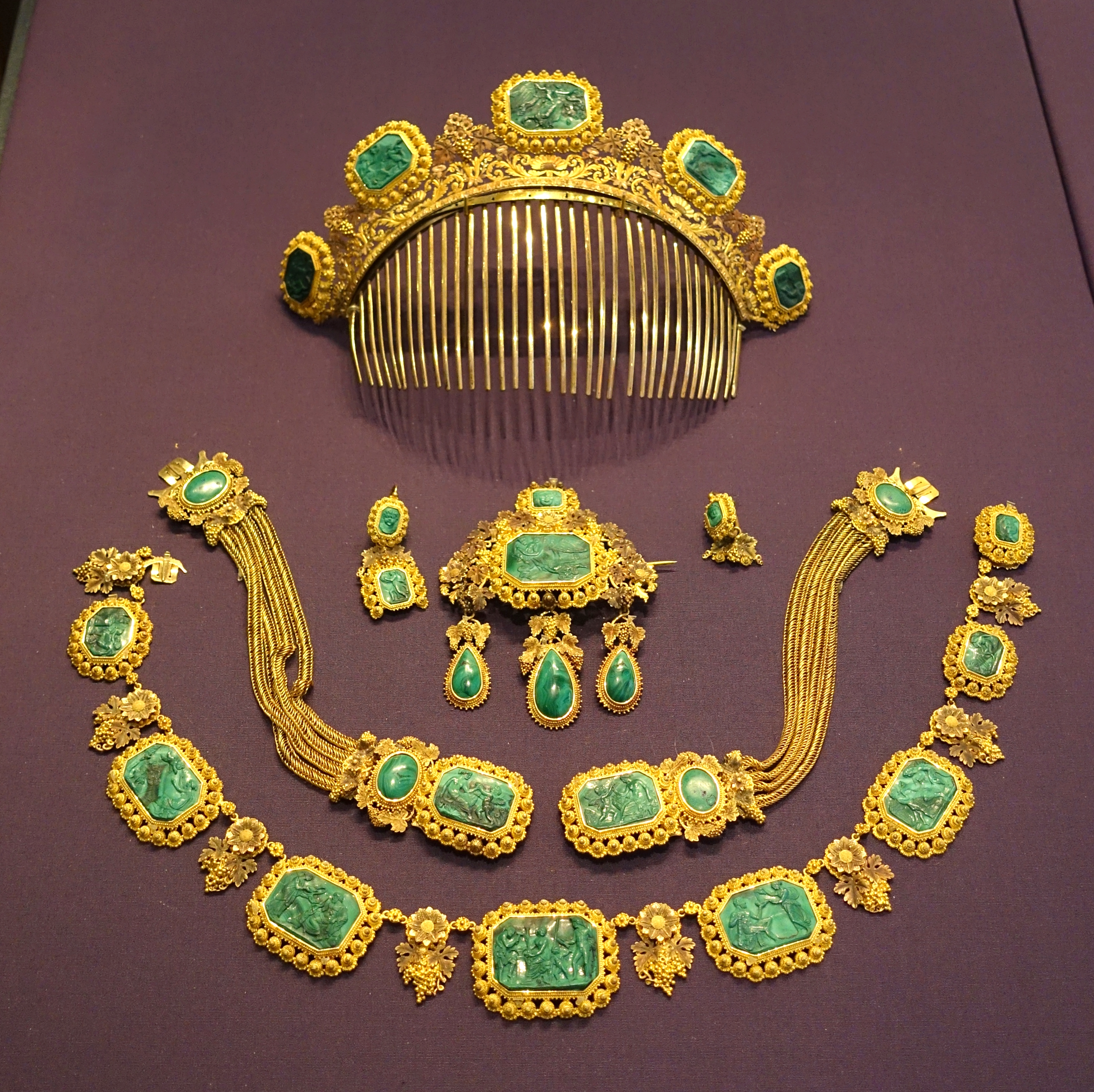
Малахитовая парюра королевы Софии Нассауской, XIX век. Ожерелье, два браслета, серьги, брошь, диадема-гребень

Парю́ра (фр. parure — убор, украшение) — набор ювелирных украшений, подобранных по качеству и виду камней, по материалу или по единству художественного решения.

## История
Изначально термин относился к небольшой диадеме с гладким нижним краем и зубчатым верхним краем. По количеству зубцов такой диадемы можно было определить титул её хозяйки (графиня, баронесса или герцогиня).
В настоящее время термин используется редко.

## Виды
- малая парюра (полупарюра) — включает 2—3 предмета (например, ожерелье, брошь и серьги), пригодна для повседневного ношения.
- большая парюра (полная парюра) — может включать до 15 предметов (диадема, ожерелье, брошь, серьги, браслеты (часто парные), кольца, декоративный гребень, шпильки, фероньерки и т. д.), надевается в особо торжественных случаях.

Для парюр XIX — начала XX века наиболее типичными украшениями, входящими в малый набор, являются ожерелье и диадема.